# Sabine Kyora
Sabine Kyora (* 8. März 1962 in Bielefeld) ist eine deutsche Literaturwissenschaftlerin und Hochschullehrerin. Sie ist seit 2002 Professorin für Deutsche Literatur der Neuzeit an der Carl von Ossietzky Universität Oldenburg.

## Laufbahn

### Wissenschaftliche Laufbahn
Sabine Kyora legte 1981 das Abitur am Ceciliengymnasium Bielefeld ab und studierte anschließend Germanistik, Literaturwissenschaft und Geschichte in Hamburg und Bielefeld. Nach dem Abschluss als Magistra Artium im Jahr 1988 promovierte sie 1991 an der Universität Bielefeld bei Jörg Drews mit einer Arbeit unter dem Titel Psychoanalyse und Literatur im 20. Jahrhundert. Im Promotionsjahr 1991 nahm sie eine Tätigkeit als wissenschaftliche Mitarbeiterin bei der Seume-Werkausgabe für den Deutschen Klassiker Verlag in Frankfurt am Main auf. Es folgte eine Assistenzstelle für Neuere Deutsche Literatur in den Jahren 1993 bis 1999 an der Universität Bielefeld, ebenfalls bei Jörg Drews. 
Nach der Habilitation 1999 an der Universität Bielefeld ist Kyora seit 2002 Professorin für Deutsche Literatur der Neuzeit an der Universität Oldenburg. Zudem wirkte sie dort von 2010 bis 2012 als Prodekanin, und von April 2012 bis 2015 als Dekanin der Fakultät III für Sprach- und Kulturwissenschaften. Von 2016 bis Ende 2019 war sie Vizepräsidentin der Hochschule für Studium, Lehre und Gleichstellung. Kyora befasste sich mit Forschung zu den deutschen Autoren Alfred Döblin, Arno Schmidt und Paul Wühr. Ab 2003 war sie Vizepräsidentin und von 2009 bis 2011 Präsidentin der Internationalen Alfred Döblin-Gesellschaft (IADG).

### Kuratorische Tätigkeit
Parallel zur Promotion war Kyora zusammen mit Jörg Drews 1989 an der Vorbereitung zur Ausstellung Johann Gottfried Seume 1763–1810. Ein Politischer Schriftsteller der Spätaufklärung in der Universitätsbibliothek Bielefeld beteiligt. In den Jahren 1991–1992 konzipierte sie im Auftrag des Kultursekretariats Nordrhein-Westfalen in Gütersloh die Ausstellung Kultur und Macht: Deutsche Literatur 1949–1989, und 1994 arbeitete sie an der Ausstellung Deutsche im Osten. Geschichte. Kultur. Erinnerungen mit, ein Projekt des Deutschen Historischen Museums Berlin, das im Lokschuppen Rosenheim zu sehen war. Bei dem Projekt war sie für die Bereiche Literatur und Philosophie zuständig.

## Schriften (Auswahl)
Monografien
- Psychoanalyse und Prosa im 20. Jahrhundert. Metzler Verlag, Stuttgart 1992, ISBN 3-476-00867-3.
- Eine Poetik der Moderne. Zu den Strukturen modernen Erzählens. Königshausen & Neumann, Würzburg 2007, ISBN 978-3-8260-2401-6.
- Subjektform Autor: Autorschaftsinszenierungen als Praktiken der Subjektivierung. Transcript Verlag, Bielefeld 2014, ISBN 978-3-83-762573-8.

Herausgeberschaft
- falsches lesen. Zur Poesie und Poetik Paul Wührs. Festschrift zum 70. Geburtstag. Aisthesis Verlag, Bielefeld 1997, ISBN 978-3-89-528178-5.
- Die poetische Republik. Annäherungen an Paul Wührs „Salve res publica poetica“. Aisthesis Verlag, Bielefeld 2002, ISBN 978-3-89-528356-7.
- mit Uwe Schwagmeier (Hrsg.): Pocahontas revisited. Kulturwissenschaftliche Ansichten eines Motivkomplexes. Aisthesis Verlag, Bielefeld 2005, ISBN 978-3-89-528502-8.
- mit Uwe Schwagmeier (Hrsg.): How To Make A Monster. Konstruktionen des Monströsen. Königshausen & Neumann, Würzburg 2011, ISBN 978-3-8260-4662-9.
- mit Axel Dunker (Hrsg.): Arno Schmidt und der Kanon. Edition text + kritik, München 2015, ISBN 978-3-86-916441-0.
- mit Axel Dunker (Hrsg.): Arno-Schmidt-Handbuch. de Gruyter, Berlin 2022, ISBN 978-3-11-054933-1.

Aufsätze
- Tendenzen des Zeitalters: Seume als politischer Schriftsteller. In: Jörg Drews (Hrsg.): Johann Gottfried Seume. Ein politischer Schriftsteller der Spätaufklärung. Eine Ausstellung der Universität Bielefeld. Granier, Bielefeld 1989, ISBN 978-3-98-016722-2, S. 69–77.
- „ob es nicht mühsam sei am Rand der Straße zu wandern“: Wanderschaft, Pilgerschaft und Vagabundieren in Friederike Mayröckers Prosa. In: Alexandra Strohmaier (Hrsg.): Buchstabendelirien. Zur Literatur Friederike Mayröckers. Aisthesis Verlag, Bielefeld 2009, ISBN 978-3895287657, S. 141–156.
- „Uns geht's ja noch gold“. Kempowski und die Erinnerungspolitik in der BRD. In: Lutz Hagestedt (Hrsg.): Walter Kempowski. de Gruyter, Berlin/New York 2009, S. 293–306.
- „Die ganze scheußliche Kreatur“: Monster in der modernen Literatur und im Film. In: Aus Politik und Zeitgeschehen. Heft 52/2013, S. 26–33.
- „wie aus BROCKES=&=SCHNABEL=zusammen, etwas Gutes hätte entstehen können“. Arno Schmidts Verarbeitung der Literatur der 1. Hälfte des 18. Jahrhunderts. In: Hans-Edwin Friedrich (Hrsg.): Arno Schmidt und das 18. Jahrhundert. Wallstein Verlag, Göttingen 2017, ISBN 978-3-83-531898-4, S. 98–113.